# グラント郡 (アーカンソー州)
グラント郡 (Grant County) はアメリカ合衆国アーカンソー州に位置する郡である。2000年現在、ここの人口は16,464人である。ここの郡庁所在地はSheridanである。グラント郡は1869年2月4日に設立されアメリカ合衆国大統領「ユリシーズ・S・グラント」の名を取って命名された。

## 地理
アメリカ合衆国統計局によると、この郡は総面積1,639 km2 (633 mi2) である。このうち1,636 km2 (632 mi2) が陸地で3 km2 (1 mi2) が水地域である。総面積の0.19%が水地域となっている。

### 隣接する郡
- セイリーン郡  (北)
- プラスキ郡  (北東)
- ジェファーソン郡  (東)
- クリーブランド郡  (南東)
- ダラス郡  (南)
- ホットスプリング郡  (西)

## 人口動静
2000年現在の国勢調査で、この郡は人口16,464人、6,241世帯、及び4,780家族が暮らしている。人口密度は10/km2 (26/mi2) である。4/km2 (11/mi2) の平均的な密度に6,960軒の住居が建っている。この郡の人種的構成は白人95.55%、アフリカン・アメリカン2.47%、先住民0.45%、アジア0.13%、太平洋諸島系0.03%、その他の人種0.64%、及び混血0.73%である。人口の1.15%がヒスパニックまたはラテン系である。
この郡内の住民は25.90%が18歳未満の未成年、18歳以上24歳以下が8.00%、25歳以上44歳以下が29.60%、45歳以上64歳以下が24.30%、及び65歳以上が12.20%にわたっている。中央値年齢は37歳である。女性100人ごとに対して男性は98.50人である。18歳以上の女性100人ごとに対して男性は96.30人である。
この郡の世帯ごとの平均的な収入は37,182米ドルであり、家族ごとの平均的な収入は42,901米ドルである。男性は31,842米ドルに対して女性は22,098米ドルの平均的な収入がある。この郡の一人当たりの収入 (per capita income) は17,547米ドルである。人口の10.20%及び家族の7.80%は貧困線以下である。全人口のうち18歳未満の12.50%及び65歳以上の13.00%は貧困線以下の生活を送っている。

## 都市及び町
- Leola
- Poyen
- Prattsville
- Sheridan
- Tull